# Lucantone
Il lucantone è un chemioterapico che si è dimostrato di grande attività nella bilharziosi (schistosomiasi) sperimentale della scimmia, di cui provoca la guarigione già alla dose di 20 mg/kg. Il composto è attivo sulle forme adulte di alcuni trematodi (Schistosoma haematobium e Schistosoma mansoni) e avrebbe, sui chemioterapici antimoniali, il vantaggio di non essere tossico e di poter venire somministrato per via orale. Viene evitata sia la somministrazione sottocutanea sia quella intramuscolare poiché il farmaco può causare una rilevante irritazione locale. La somministrazione endovenosa è invece gravata da una tossicità decisamente più rilevante rispetto a quella orale.
 
Lucantone è un profarmaco che nell'organismo viene convertito nel metabolita attivo icantone dal quale è stato rimpiazzato nelle indicazioni come antiprotozoario. Più recentemente entrambi i composti sono stati sostituiti da praziquantel.

Il farmaco in anni più recenti è stato utilizzato come agente anticancro, in particolare in diverse forme di tumori cerebrali.

## Caratteristiche strutturali e fisiche
La molecola si presenta nella forma di cristalli gialli splendenti, praticamente inodori, solubile in acqua fredda (circa 1:110), pochissimo solubile in alcool freddo, facilmente solubili in acqua ed alcool a caldo. Fonde a 195-198°. La soluzione acquosa è neutra ed ha colore arancione. La base libera si scioglie nei comuni solventi organici ed ha punto di fusione tra 64-66°.

## Farmacodinamica
Da un punto di vista strutturale e biochimico il composto è molto simile all'actinomicina D, ma alle dosi normalmente utilizzate non determina tossicità ematologica o gastrointestinale. Lucantone è risultato sicuro, pratico ed efficace ed è stato proposto come farmaco in diversi protocolli clinici per il trattamento del cancro.

Lucantone infatti inibisce la topoisomerasi II e la AP endonucleasi, interferendo così con la riparazione dei danni al DNA, sensibilizzando le cellule neoplastiche alle radiazioni e alla chemioterapia. L'efficacia del farmaco nella terapia dei tumori cerebrali è legata al fatto che agisce preferibilmente sulle cellule in attiva proliferazione e che attraversa in modo efficiente la barriera ematoencefalica.
Il composto ha dato risultati incoraggianti anche nella schistosomiasi umana, in particolare nella forma da Schistosoma haematobium, decisamente meno in quella da S. mansoni e quasi nulla in quella da S. japonicum).

Il metabolita icantone si lega ai recettori dell'acetilcolina nel verme e ciò si traduce in una maggiore sensibilità alla stimolazione da parte della 5-idrossitriptamina (5HT) con un conseguente aumento della motilità. I vermi accoppiati vengono così separati e la riproduzione viene arrestata. Il farmaco causa danni ai tegumenti ed al dotto vitellino.

## Farmacocinetica
A seguito di somministrazione per via orale lucantone viene rapidamente assorbito dal tratto gastrointestinale. La concentrazione plasmatica massima (Cmax) viene raggiunta tra 2 e 3 ore dall'assunzione. Solo una percentuale minima (7% circa) viene eliminata attraverso l'emuntorio renale e nelle feci se ne riscontrano unicamente tracce. La gran parte del composto viene quindi trasformata nell'organismo in diversi metaboliti.

## Usi clinici
Lucantone trova indicazione nel trattamento della schistosomiasi.

## Effetti collaterali e indesiderati
È in generale abbastanza ben tollerato, ma in alcuni individui sono stati segnalati dispepsia, nausea, vomito, dolore addominale. Ben più grave la possibile epatotosicità (incremento delle transaminasi, particolarmente AST ed ALT, e la comparsa di ittero).

## Dosi terapeutiche
- Trattamento della schistosomiasi

Nell'adulto la dose media è pari a 10 mg/kg peso corporeo al giorno. La dose complessiva deve essere suddivisa in due volte, con assunzioni distanziate di 12 ore, per 10 giorni consecutivi, preferibilmente sotto forma di confetti cheratinizzati.